# Louis V Joseph de Bourbon-Condé
Titre
Prince de Condé
27 janvier 1740 – 13 mai 1818
(78 ans, 3 mois et 16 jours)
Signature
Louis V Joseph de Bourbon-Condé, né le 9 août 1736 à l'hôtel de Condé et mort le 13 mai 1818 au palais Bourbon, est un aristocrate et militaire français de l'Ancien Régime. Fils de Louis IV Henri de Bourbon-Condé, prince de Condé, et de Caroline de Hesse-Rheinfels-Rotenbourg, il est prince du sang. Il devient prince de Condé à la mort de son père en 1740. Il est également duc de Bourbon, duc d'Enghien ainsi que seigneur de Chantilly. Aux prémices de la Révolution française, il sera l'un des premiers à prendre le chemin de l'émigration et puis il dirige l'armée des Princes. Il intriguera durant les Cents-Jours afin que Louis XVIII puisse reprendre le pouvoir.  

## Biographie

### Enfance
Louis-Joseph de Bourbon-Condé est né le 9 août 1736 à l'hôtel de Condé. Il est fils de Louis IV Henri de Bourbon-Condé, septième prince de Condé, et de Caroline de Hesse-Rheinfels-Rotenbourg, une princesse allemande. Il descend du roi Louis XIV du fait que son grand-père, Louis III de Bourbon-Condé, a épousé Louise-Françoise de Bourbon, une fille légitimée de ce dernier. Lorsque son père est encore en vie, il porte le titre de duc d'Enghien. Son père meurt en 1740, alors qu'il n'est âgé que de quatre ans. Sa mère meurt à son tour l'année suivante, le laissant orphelin. Il se voit alors confié à son oncle paternel, Louis de Bourbon-Condé, qui fait son éducation. 
La mort de son père fait ainsi de lui le huitième prince de Condé. Le jeune prince fut élevé jusqu'à ses huit ans aux côtés du marquis de Sade, dont il est l'aîné de quatre ans, né lui aussi à l'hôtel de Condé et fils d'une parente et d'une dame d'honneur de sa mère. Le père de l'écrivain, le comte de Sade, était l'amant de sa mère et il peut être considéré comme le possible père adultérin du prince. Ce dernier sera ainsi le parrain du premier enfant du marquis et qui sera baptisé dans la chapelle privée du château de Chantilly. Âgé de quinze ans, le jeune prince est nommé gouverneur de Bourgogne et reçoit la charge de grand maître de France, qu'il hérite de son père. 

### Caractère
La marquise Marie-Thérèse de La Ferté-Imbault raconte au cours de ses Mémoires avoir rencontré le jeune prince de Condé lorsqu'il avait seize ans, et qu'il se montrait d'une très grande timidité, se tenant toujours à l'écart, « n'osant parler à personne ». Elle prit alors le prince sous son aile, qui en sera touché. Il restera ainsi toute sa vie très attaché à la marquise, cherchant toujours auprès d'elle des conseils, secours et consolations. La marquise dépeindra le prince comme « sûr, loyal et chevaleresque dans toute la conduite de sa vie ». Elle écrira ainsi, arrivée au seuil de la vieillesse :  « après avoir passé ma vie à fréquenter et à voir de près les autres princes, celui-là est le seul qui m'intéresse et que j'aime ».  

### Mariage
Le 3 mai 1753, Louis-Joseph de Bourbon-Condé, alors âgé de dix-sept ans, épouse Charlotte de Rohan-Soubise au château de Versailles. Elle est la fille de Charles de Rohan-Soubise, prince de Soubise et ami intime du roi Louis XV, et de Anne-Marie-Louise de La Tour d'Auvergne. Le prince et la princesse eurent alors trois enfants : 
1. Marie de Bourbon-Condé, dite Mademoiselle de Bourbon (16 février 1755 - 22 juin 1759) ;
2. Louis VI Henri de Bourbon-Condé, futur prince de Condé. Il épouse Bathilde d'Orléans, fille de Louis-Philippe d'Orléans, duc d'Orléans, sœur de Louis-Philippe d'Orléans qui se fera appeler « Philippe Égalité » ;
3. Louise-Adélaïde de Bourbon-Condé, dite Mademoiselle de Condé. Elle sera abbesse de Remiremont puis fonde les Bénédictines de la rue Monsieur.

La princesse de Condé meurt en 1760, laissant ainsi au prince le champs libre pour entamer une relation avec Marie-Catherine Brignole, une aristocrate italienne ayant épousé Honoré III, devenant ainsi princesse de Monaco. En 1769, Marie-Catherine s'installe à l'hôtel de Lassay, une annexe du palais Bourbon, la résidence principale du prince de Condé. En 1770, le prince de Monaco fait fermer les frontières afin de maintenir son épouse sur ses terres. Elle réussit à s'échapper puis trouva refuge au sein d'un couvent de Le Mans puis regagne Paris. En 1774, les amants firent élever l'hôtel de Monaco, qui est destiné à être la résidence permanente de la princesse. 
La construction de l'hôtel fut achevée en 1777. Par la suite, le prince de Monaco fait adresser à son épouse une lettre dans laquelle il explique avoir compris leur relation terminée et lui dit désormais se consacrer à ses propres amours. Une séparation de corps est officiellement prononcée le 9 janvier 1771. Dès lors, Marie-Catherine vient rejoindre le prince de Condé à Paris. À la cour, elle est méprisée par la jeune Marie-Antoinette d'Autriche en raison de son statut. Cela contrariera le prince de Condé. 

### Ancien Régime
Durant la guerre de Sept Ans, le prince sert avec une certaine distinction aux côtés de son beau-père, le maréchal de France et prince de Soubise. Il est alors nommé lieutenant général des armées du roi en 1758 et remporte quelques-unes des rares victoires françaises, notamment les batailles de Grünberg et Nauheim. Suite à cela, il se consacre surtout à l'administration de la Bourgogne. Il est également intéressé par le bâtiment et fait ainsi embellir ses propriétés grâce à l'important legs de sa tante paternelle Élisabeth-Alexandrine de Bourbon-Condé, qu'elle avait elle-même hérité de sa cousine, Louise-Françoise de Bourbon, en 1765. La même année, il achète au roi Louis XV la palais Bourbon, autrefois propriété de la grand-mère du prince, afin d'en faire un palais monumental dans un nouveau style néo-classique. Le Carpentier sera chargé du chantier.  

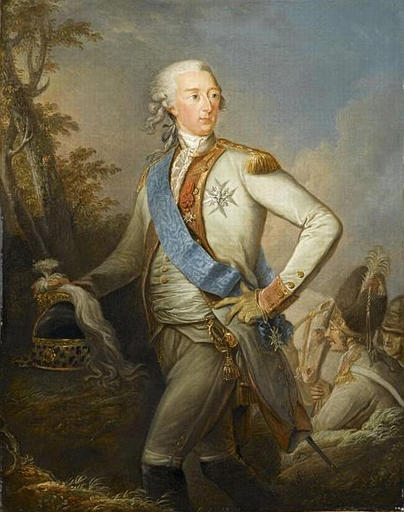
Portrait de Louis-Joseph de Bourbon en uniforme de colonel général de l'infanterie, avec le cordon du Saint-Esprit par peintre anonyme, après 1762.

Il achète également l'hôtel de Lassay voisin en 1768 dans le but de faire les deux bâtiments se rejoindre. Cependant, le palais ne fut achevé qu'à la fin des années 1780, alors à la veille de la Révolution française. Le prince entreprit également de quitter l'hôtel de Condé, qui l'avait alors vu naître, pour le vendre au roi Louis XV, en 1770. Il est démoli au profit du théâtre de l'Odéon. Au château de Chantilly, la demeure ancestrale de la maison de Bourbon-Condé, le prince fait également de nombreux travaux d'embellissement. Il fait ainsi construire le château d'Enghien afin de loger ses invités dès 1772, les travaux confiés à Jean-François Leroy. Il fait également aménager un parc à l'anglaise, puis un hameau. Ce dernier inspirera le hameau de la Reine.
En 1770, le prince marie son fils à Bathilde d'Orléans, fille du duc d'Orléans et la sœur du duc de Chartres, Louis-Philippe d'Orléans. Cette union est ainsi censée apaiser les tensions entre la maison de Condé et la maison d'Orléans. Par l'ordonnance royale du 5 avril 1780, le grade de colonel général de l'infanterie est alors recrée à son intention par le roi Louis XVI. Durant les États généraux, le prince de Condé participe et il se place en défaveur du doublement du nombre de députés du Tiers état, mais cela sera finalement bien accepté après négociations. 

### Révolution française

#### Départ pour Turin

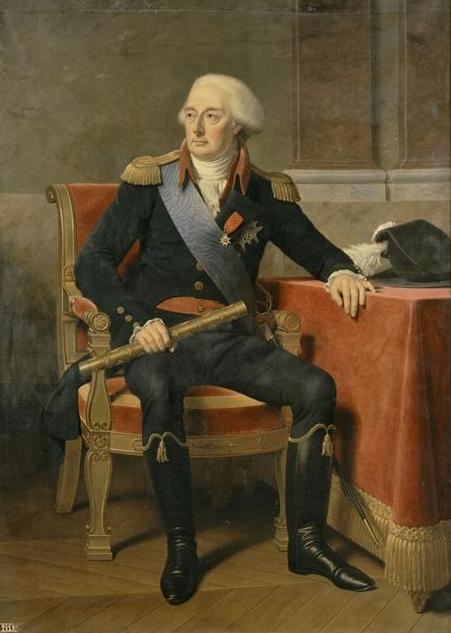
Louis-Joseph de Bourbon, prince de Condé par Alexandre-François Caminade, 1841.

Le prince de Condé quitte le royaume le 17 juillet 1789, trois jours après la prise de la Bastille, le pays entamant ainsi la Révolution française. Il est l'un des premiers à partir. Il se dirige vers Valenciennes afin de gagner Bruxelles, à l'époque capitale des Pays-Bas autrichiens. Il fait un voyage le long du Rhin, puis en Suisse. Il est accompagné de son fils, de son petit-fils et puis de sa maîtresse. En septembre 1789, il rejoint le comte d'Artois et réside dans la famille de la comtesse d'Artois au palais royal de Turin, où il reste jusqu'en 1791. Dès lors, le comte et lui songent déjà à mettre une contre-révolution en marche avec l'aide de partisans royalistes.  

#### L'armée des Princes
Au printemps 1791, alors que les deux frères du roi établissent leur quartier général en la ville de Coblence, le prince met en place une armée à Worms. Cela dit, étant soucieux de contrôler étroitement les mouvements des émigrés, les Autrichiens et Prussiens le tiennent à l'écart des opérations militaires en 1792 et le subordonnent à un général autrichien en 1793. Stationné à proximité des bords du Rhin en 1794 et en 1795, l'armée du prince de Condé passe sous un contrôle de la Grande-Bretagne puis de l'Autriche qui veillent alors à assurer successivement son entretien. En 1797, après le traité de Campo-Formio, l'armée des Princes passe auprès du tsar, Alexandre Ier. L'armée est ensuite engagée dans des batailles contre la République.  

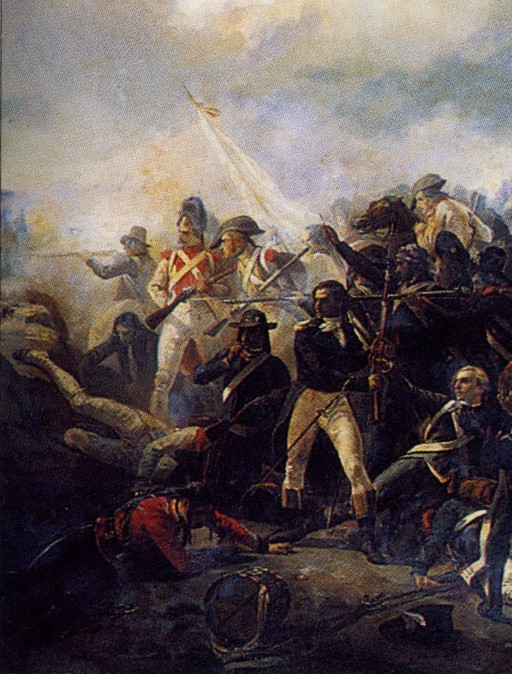
Combat de Quiberon en 1795 par Jean Sorieul, 1850.

Ainsi, l'armée des Princes est engagée dans des batailles contre la République française alors naissante, comme celles de Wissembourg, de Haguenau et de Bentheim. En 1801, du fait du traité de Lunéville, le prince est contrait de se retirer en Angleterre avec sa famille. Durant ces années, ils apprennent la mort de bien des connaissances, en premier lieux l'exécution du roi, de la reine et de sa sœur, Madame Élisabeth, mais aussi celle du duc d'Orléans, le frère de la belle-fille du prince. L'armée des Princes est ainsi complètement dissoute et disparaît ainsi.

#### Séjour en Angleterre
Le prince de Condé et son fils sont ainsi logés à Wanstead House, servis par des domestiques dont les gages ne sont payés qu'irrégulièrement tout en continuant à exercer le cérémonial de l'Ancien Régime. Ils reçoivent du roi George III une pension de six-cent-quarante-sept livres à eux deux. Ayant appris la mort du prince Honoré III en 1795, le prince de Condé avait épousé Marie-Catherine Brignole en secret à Londres. Leur mariage ne fut rendu public qu'en 1808. Il adressa depuis Londres à son petit-fils, le jeune duc d'Enghien, des instructions belliqueuses, sans comprendre que la situation avait changé. Celui-ci sera enlevé, condamné à mort et puis exécuté sur les ordres de Napoléon Ier, en 1804. Les Condés songent à rentrer en France.  

### Restauration

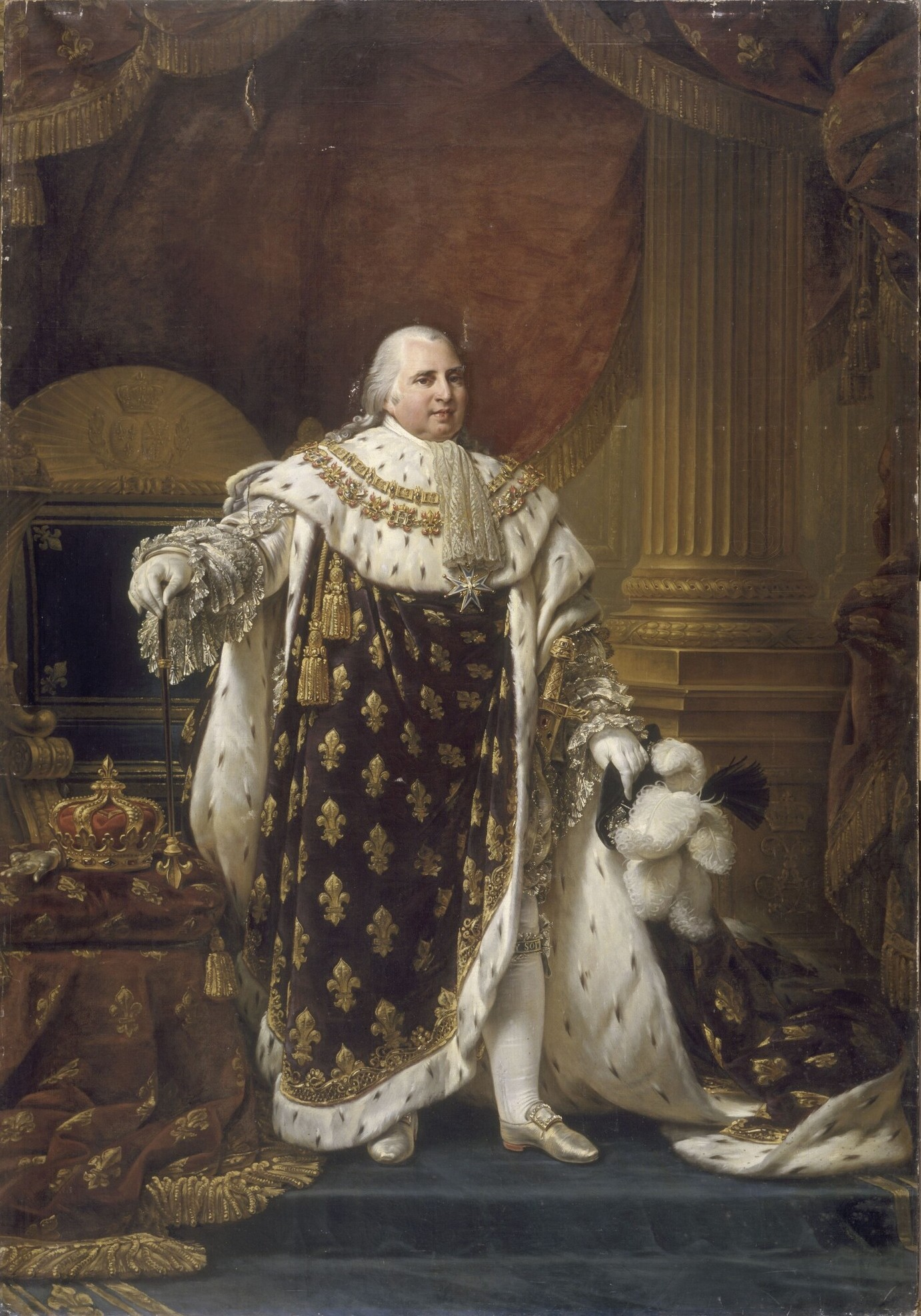
Louis XVIII, roi de France et de Navarre par Antoine-Jean Gros, 1817.

En 1814, après la défaite de Napoléon Ier, le prince de Condé et son fils reviennent en France accompagnés du roi Louis XVIII. Il retrouve, et ce malgré son âge avancé, sa charge de grand maître de France, ce qui lui vaut d'être assidu à la cour établie au palais des Tuileries, que son fils déserte complètement. Pendant les Cents-Jours, il tente d'organiser la résistance à l'ouest du pays puisse passe en Angleterre et revient à Paris après la bataille de Waterloo en 1815. Il parvient à récupérer une partie de ses biens spoliés durant la Révolution et découvre l'état du château ancestral de Chantilly. Le château a d'abord servi de prison politique avant d'être, en même temps que le parc, morcelé puis vendu. Il ne restait ainsi plus que la structure basse.  

### Décès
Louis-Joseph de Bourbon-Condé meurt le 13 mai 1818 au palais Bourbon. Il est alors âgé de quatre-vingt-un ans. Il est inhumée en la nécropole royale de la basilique de Saint-Denis. Son fils, Louis VI Henri de Bourbon-Condé, sera le dernier prince de Condé. Louis-Joseph est celui des princes de Condé ayant le plus longtemps porté le titre, durant soixante-douze ans. Il nous est possible de consulter la correspondance qui est échangée entre le prince de Condé et son fils, le duc de Bourbon, qui est conservée aux Archives nationales sous la côte 34AP. 

## Titulature
- 9 août 1736 — 27 janvier 1740 : « Son Altesse Sérénissime Louis-Joseph de Bourbon, Duc d'Enghien, Prince du Sang de France » ;
- 27 janvier 1740 — 13 mai 1818 : « Son Altesse Sérénissime Louis-Joseph de Bourbon, Prince de Condé, Grand Maître de France, Prince du Sang de France ».

## Décorations
| Ordre du Saint-Esprit | Chevalier des ordres du roi (2 février 1752) |

| Ordre national de la Légion d'honneur | Grand-croix de l’ordre royal de la Légion d'honneur (3 juillet 1816) |

| Ordre royal et militaire de Saint-Louis | Grand-croix de l’ordre royal et militaire de Saint-Louis (10 juillet 1816) |